# Julia Phillips
Ne doit pas être confondu avec Julianne Phillips ou Julian Phillips.
Pour les articles homonymes, voir Phillips.
Julia Phillips (7 avril 1944 à New York - 1er janvier 2002 à Hollywood) est une productrice de cinéma américaine. 
Avec son mari Michael Phillips, elle a notamment produit Rencontres du troisième type.
Elle a reçu en tant que productrice, conjointement avec Michael Phillips et Tony Bill, l'Oscar du meilleur film pour L'Arnaque, et c'est la première fois qu'une femme productrice recevait cet Oscar.
Son autobiographie, éditée en 1991, fut intitulée You'll Never Eat Lunch In This Town Again, en français Vous ne déjeunerez jamais plus dans cette ville et fit scandale.

## Filmographie
- 1973 : Steelyard Blues d'Alan Myerson
- 1973 : L'Arnaque de George Roy Hill
- 1976 : Taxi Driver de Martin Scorsese
- 1977 : Rencontres du troisième type de Steven Spielberg

## Récompenses et distinctions
- (en) Julia Phillips : Awards, sur l'Internet Movie Database